# 셔틀 바이 유나이티드
유나이티드 셔틀(영어: Shuttle by United)은 한 때 존재했던 항공사로 미국의 저비용 항공사인 사우스웨스트 항공에 대항하기 위해 설립한 회사로 유나이티드 항공의 자회사이자 미국의 저비용 항공사로 1994년에 설립되어 2001년에 파산된 항공사로 당시 보유 기종은 보잉 737-300, 보잉 737-500으로 운항했다. 1999년에 허브 공항이 로스앤젤레스 국제공항으로 지정되었다. 하지만 2002년 12월 유나이티드 항공 측은 파산을 선고 했으며 2003년에 별도로 미국의 저비용 항공사인 테드 항공을 설립 했으나 2009년에 유나이티드 항공에 합병되었다.

## 같이 보기
- 델타 익스프레스
- 버진 아메리카
- 미국의 없어진 항공사 목록